# Wittmackanthus
Wittmackanthus é um género botânico pertencente à família Rubiaceae.